# 네티윗 초티팟파이산
네티윗 초티팟파이산(태국어: เนติวิทย์ โชติภัทร์ไพศาล, 1996년 10월 9일 ~ )은 태국 최초의 양심적 병역 거부자로 알려진 인권 운동가이다.
네티윗은 쭐랄롱꼰 대학교 (Chulalongkorn University)에서 정치학 학위를 취득했다. 2017년에는 쭐랄롱꼰 대학교 학생위원회 위원장으로 선출되었지만 그와 7명의 친구들은 신입생 입학식에 항의하기 시작했다. 대학은 그에게 정학 조치를 내리고 처벌했으며 대학교에서의 정치 참여를 배제했다. 이 사건은 태국 언론에 널리 알려졌다. 대학교가 그와 동료들을 처벌하기로 결정한 후에 7명의 노벨상 수상자, 수백명의 학자가 대학의 결정에 항의하기 위해 편지를 보냈다.
2018년 태국의 군사 정권하에서, 네티윗은 반정부 혐의로 기소되었다. 2018년에 네티윗은 민주주의, 교육 및 군사 징병에 관한 그의 사회 분야에서 세운 공적을 인정받아 싱가포르의 신문 《더 스트레이츠 타임스》로부터 공공 및 사회 분야에서 주목할 50명의 아시아인 중 1명으로 선정되었다.